# مرجان أباد (مياندوآب)
مرجان‌ أباد هي قرية في مقاطعة مياندوآب، إيران. عدد سكان هذه القرية هو 468 في سنة 2006.